# Эйр, Санджей
Санджей Эйр (англ. Sanjay Ayre; род. 19 июня 1980) — ямайский легкоатлет, олимпийский чемпион.

## Биография
Эйр посещал высшую школу Калабара и Эксельсиора в Сент-Эндрю, Ямайка, где он был спортсменом-многоборцем. После переезда в Соединенные Штаты, Эйр посещал среднюю школу Девитта Клинтона в Бронксе, штат Нью-Йорк, где участвовал во многих видах спорта. В дополнение к своим достижениям в легкой атлетике, Эйр был признан за выдающиеся спортивные способности в футболе и плавании. 
Под руководством тренера Эдварда Гектора он был признан "Спортсменом года в средней школе 1999 года" после победы на дистанции 400 метров на Национальных школьных соревнованиях в помещении и на открытом воздухе. В возрасте 18 лет, все еще считающийся юношеским спортсменом (до 20 лет), Эйр дебютировал в старшей возрастной категории, представляя сборную Ямайки в эстафете 4×400 метров на чемпионате мира по лёгкой атлетике в помещении 1999 года в Маэбаси, Япония. 
Эта команда побила национальный рекорд Ямайки. Эйр также завоевал золотые медали на Панамериканских играх среди юниоров 1999 года и сохранил свою известность как единственный ямайский спортсмен-юниор, выигравший титулы в беге на 400 метров и эстафете 4х400 метров. 